# Durangita
La durangita és un mineral de la classe dels fosfats, que pertany al grup de la tilasita. Rep el nom de l'estat de Durango, a Mèxic, on es troba la seva localitat tipus.

## Característiques
La durangita és un arsenat de fórmula química NaAl(AsO₄)F. Cristal·litza en el sistema monoclínic. La seva duresa a l'escala de Mohs és 5,5.
Segons la classificació de Nickel-Strunz, la durangita pertany a «08.BH: Fosfats, etc. amb anions addicionals, sense H₂O, amb cations de mida mitjana i gran, (OH, etc.):RO₄ = 1:1» juntament amb els següents minerals: thadeuïta, isokita, lacroixita, maxwellita, panasqueiraïta, tilasita, drugmanita, bjarebyita, cirrolita, kulanita, penikisita, perloffita, johntomaïta, bertossaïta, palermoïta, carminita, sewardita, adelita, arsendescloizita, austinita, cobaltaustinita, conicalcita, duftita, gabrielsonita, nickelaustinita, tangeïta, gottlobita, hermannroseïta, čechita, descloizita, mottramita, pirobelonita, bayldonita, vesignieïta, paganoïta, jagowerita, carlgieseckeïta-(Nd), attakolita i leningradita.

## Formació i jaciments
Va ser descoberta a la mina Barranca, situada a la localitat de Coneto de Comonfort, a l'estat de Durango, Mèxic. També ha estat descrita als Estats Units, al Canadà i a Anglaterra.